# Kjetil Mørland
Kjetil Mørland, dit Mørland, né le 3 octobre 1980 à Grimstad, est un chanteur norvégien.
Le 14 mars 2015, il remporte la finale nationale "Melodi Grand Prix" et est choisi en duo avec la chanteuse Debrah Scarlett pour représenter la Norvège au Concours Eurovision de la chanson 2015 à Vienne, en Autriche avec la chanson A Monster Like Me (Un monstre comme moi).
Ils participent à la seconde demi-finale, le 21 mai 2015.

## Biographie
Mørland vient de Grimstad, mais a vécu en Angleterre la majeure partie de sa vie adulte. Avec son groupe britannique Absent Elk, Mørland sort l’album Caught in the Headlightsen en 2009, dans lequel Toby Smith (Jamiroquai)est responsable de la production. À l’automne 2014, Mørland a temporairement déménagé à Oslo pour s’établir en tant qu’artiste solo sous le nom de Mørland.
Mørland a écrit la chanson « A Monster Like Me »,qui a remporté la finale norvégienne du Melodi Grand Prix 2015. La finale a eu lieu au Oslo Spektrum le 14 mars 2015 et a été diffusée sur NRK1. « A Monster Like Me » a été interprété par Kjetil Mørland et Debrah Scarlett.
Il a également participé en tant qu’auteur-compositeur au Melodi Grand Prix 2018 avec la chanson « Who We Are ». La chanson a été interprétée par Rebecca Thorsen et a terminé deuxième. En 2019, il a de nouveau participé, en tant qu’auteur-compositeur et chanteur de la chanson« A Terrified Man »,et en tant que l’un des auteurs-compositeurs de « The Bubble », interprétée par Adrian Jørgensen. « A Terrified Man » a été éliminé au premier tour, tandis que « The Bubble » a terminé deuxième de la finale. 
En 2020, il a remporté le Melodi Grand Prix pour la deuxième fois, cette fois en tant qu’auteur-compositeur pour Attention, interprété par Ulrikke Brandstorp. La chanson aurait dû être l’entrée de la Norvège au Concours Eurovision de la chanson 2020 aux Pays-Bas. Cependant, cela a été annulé en raison de la pandémie de coronavirus.
Dans Melodi Grand Prix 2021, il a été l’un des auteurs-compositeurs de « Eyes Wide Open », interprété par Rein Alexander. La chanson n’a pas été jusqu’à la finale d’or.

## Discographie

### Single
- 2013: «Keep Me Dancing»
- 2015: «A Monster Like Me» (avec Debrah Scarlett)
- 2015: «No Firewall»
- 2016: «Clownfeet»
- 2016: «Keep Me Dancing»
- 2016: «Army of One»
- 2016: «Fearless»
- 2016: «Pretend»
- 2016: «Skin»
- 2018: «Leo»
- 2019: «En livredd mann»

### Album
- 2016: Make a Sail

### EP
- 2013: Mørland – EP

### Album
2009: Caught in the Headlights

### Singles
- 2009: «Sun & Water»
- 2009: «Change My World»
- 2010: «Emily»
- 2010: «Let Me Know»
- 2011: «Comfort or Amuse»